# Маленький лорд Фаунтлерой
«Ма́ленький лорд Фаунтлеро́й» (англ. Little Lord Fauntleroy) — первый детский роман англо-американской писательницы и драматурга Фрэнсис Ходжсон Бёрнетт. Публиковался частями в журнале «Святой Николай» с ноября 1885 по октябрь 1886 года. В том же 1886 году вышел отдельной книгой в издательстве Скрибнера и вскоре стал одним из самых популярных произведений детской литературы в США. В русском переводе обычно публикуется под названиями «История маленького лорда» и «Приключения маленького лорда».

## Сюжет
Семилетний Седрик, сын капитана Эррола, иммигрировавшего в Америку из Англии, после его смерти живёт со своей мамой. Он часто общается с чистильщиком сапог Диком и с бакалейщиком из угловой лавки мистером Хоббсом. Однажды приезжает некий мистер Хэвишем, адвокат графа Доринкорта, и заявляет, что Седрик стал единственным наследником графа после смерти двух старших сыновей, и ему необходимо поехать в Англию, чтобы стать лордом Фаунтлероем.

## Адаптации
В 1888 году Бёрнетт выиграла судебный процесс против Е. В. Сибома, доказав своё исключительное право разрешить театральную адаптацию литературного произведения. Это стало важным прецедентом в развитии авторского права. Книга многократно адаптировалась для театра и киноэкрана:
- 1914 — «Маленький лорд Фаунтлерой (фильм, 1914)[англ.]», режиссёр Ф. Мартин Торнтон, в главной роли Джеральд Ройстон
- 1921 — «Маленький лорд Фаунтлерой», режиссёры Альфред Грин и Джек Пикфорд, в главной роли Мэри Пикфорд
- 1936 — «Маленький лорд Фаунтлерой (фильм, 1936)[англ.]», режиссёр Джон Кромвель, в главной роли Фредди Бартоломью
- 1976 — «Маленький лорд Фаунтлерой», режиссёр Пол Аннетт, в главной роли Гленн Андерсон
- 1980 — «Маленький лорд Фаунтлерой (фильм, 1980)[англ.]», режиссёр Джек Голд, в главной роли Рик Шрёдер
- 1988 — Маленький принц Седи (яп. 小公子セディ Сё:ко:си сэди) — аниме-сериал.
- 1995 — «Маленький лорд Фаунтлерой», режиссёр Эндрю Морган, в главной роли Майкл Бенц
- 2003 — «Радости и печали маленького лорда», режиссёр Иван Попов, в главной роли Алексей Весёлкин

## Влияние на моду

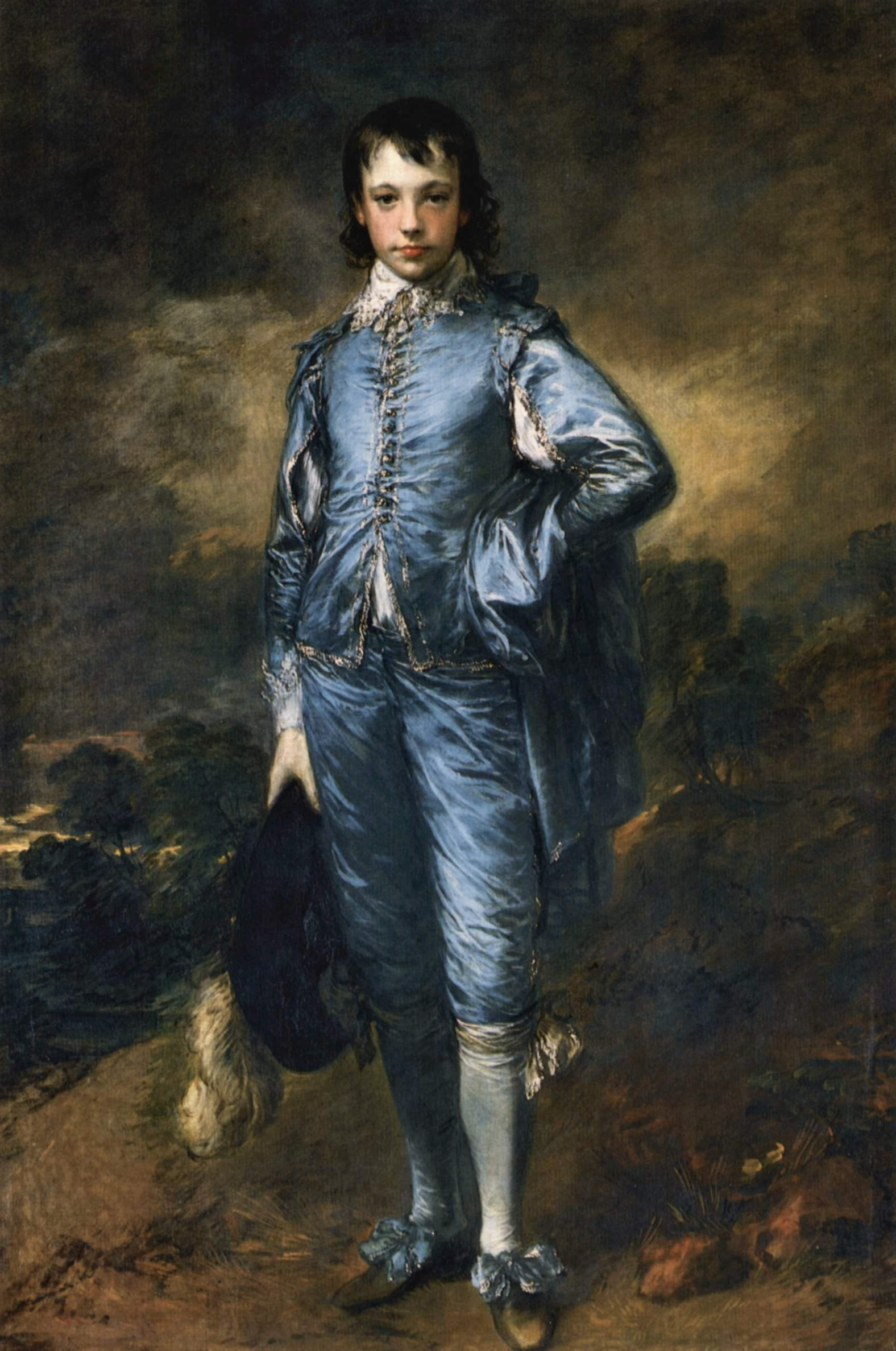
Томас Гейнсборо, «Мальчик в голубом» (1770)

Чёрный бархатный костюм с кружевным воротником, подробно описанный Бёрнетт и проиллюстрированный Реджинальдом Бёрчем, оказал сильное влияние на то, как одевали своих детей представители американского среднего класса конца XIX века. В Европе данная мода была менее выражена.
Классический костюм Фаунтлероя состоял из чёрной бархатной визитки (короткий однобортный сюртук с закруглёнными полами, расходящимися спереди) и таких же штанов до колена, и узорчатой рубашки с большим воротником из гофрированного кружева. Такие костюмы появляются сразу после публикации миссис Бёрнетт (1885) и были основным фасоном вплоть до начала XX века. Многие мальчики, не носившие костюмов Фаунтлероя, тем не менее использовали его элементы — например, узорчатую рубашку и бант. Лишь меньшинство носило завитые локоны с этими костюмами, но фотографии подтверждают, что всё же и это было. Этот образ был популярен среди мальчиков 3-8 лет, но и некоторые мальчики старше так же принимали его. Считается, что популярность этого стиля воодушевила мамаш надевать штаны на их мальчиков в более раннем возрасте, нежели это было принято прежде, и это явилось одной из причин упадка обычая одевать маленьких мальчиков в платья, а также — упадка длиннополой одежды вообще.
До возникновения моды на «стиль Фаунтлерой», мода для маленьких детей в Европе обычно выглядела следующим образом: совсем маленьких детей обоего пола одевали в платье, а затем, по достижении возраста приблизительно 5-6 лет, переодевали в одежду, являвшуюся точной копией взрослой, соответственно, женской или мужской.

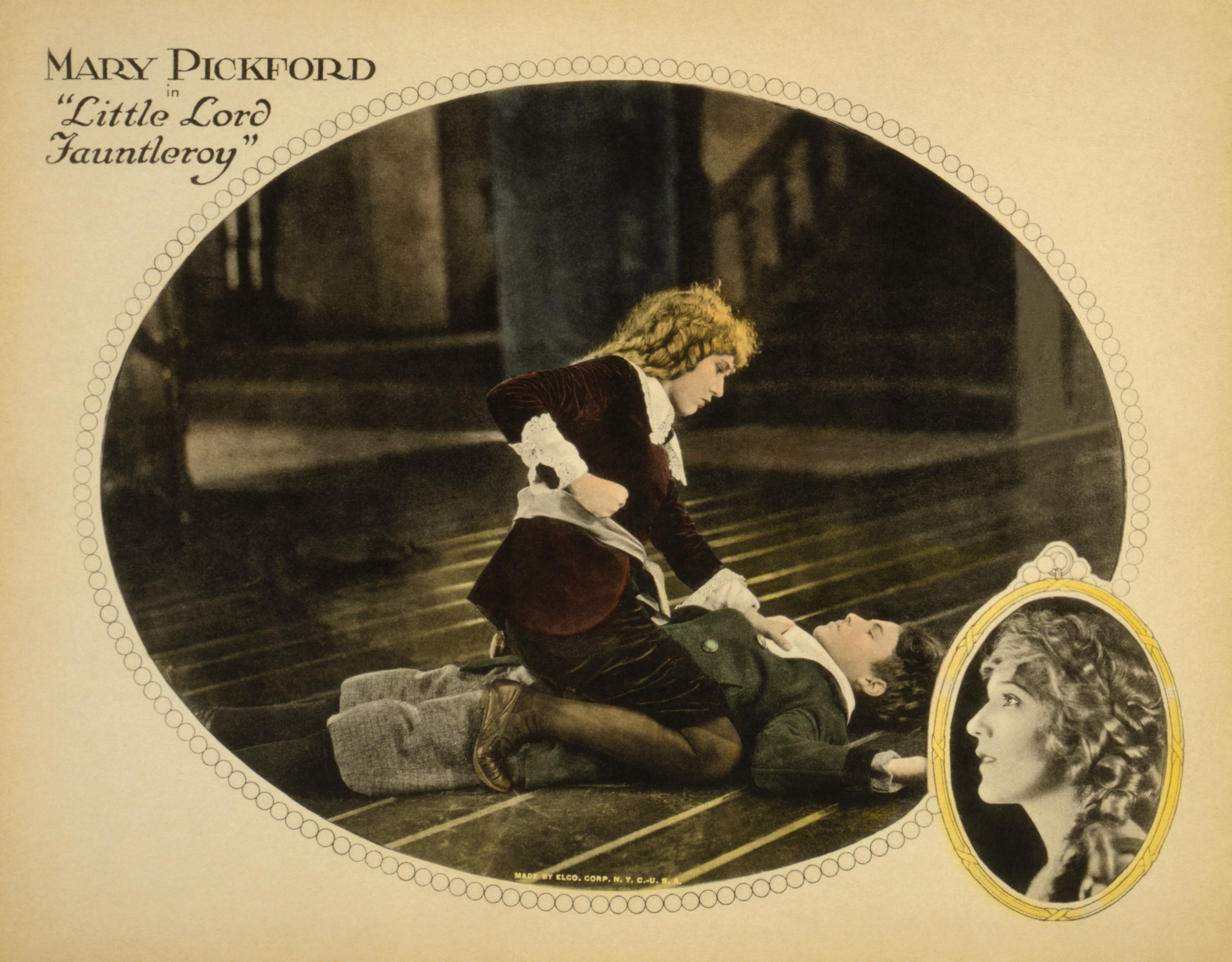
Открытка с кадром из экранизации с Мэри Пикфорд в роли Седрика, 1921 год.

Одежду, которую Бёрнетт затем популяризовала, она сперва сшила для двух своих сыновей — Вивиана и Лионеля. Однако, само по себе появление особой детской моды не было изобретением Бёрнетт. Её «стиль Фаунтлерой» является вариантом так называемого «стиля Ван Дейк», который произошел от костюма придворных кругов эпохи короля Англии Карла I. Являясь вполне органичным в XVII веке, сто лет спустя этот костюм возродился в Англии уже исключительно как предназначенный для детей и подростков. «Причудливая картина» «Мальчик в голубом» художника XVIII века Томаса Гейнсборо, представляет как раз стиль «Ван Дейк».
Перед Первой мировой войной почти все мальчики до 10 лет были одеты в короткие штаны. При этом, многих американских мальчиков из семей среднего класса одевали в бархатные костюмы и штаны до колен, и делали им причёску из завитых локонов с лентами, что, под влиянием иллюстраций Бёрча к «Маленькому лорду Фаунтлерою», считалось аристократичным. При этом, сами мальчики из высших классов носили школьную форму по типу британской; а их вариант «причудливого платья» представлял собой матросский костюм с короткими штанами. Мода на костюм в стиле Фаунтлероя угасла в годы Первой мировой войны, однако затем ненадолго возродилась после выхода фильма 1936 года с Мэри Пикфорд и Фрэдди Бартоломью, но затем, в ходе Второй мировой войны, угасла окончательно.
Успех книги также привёл к распространению мужского имени Седрик (придуманного Вальтером Скоттом при создании романа «Айвенго», но в реальной жизни до публикации романа Бёрнетт не использовавшегося).